# Гієрон II

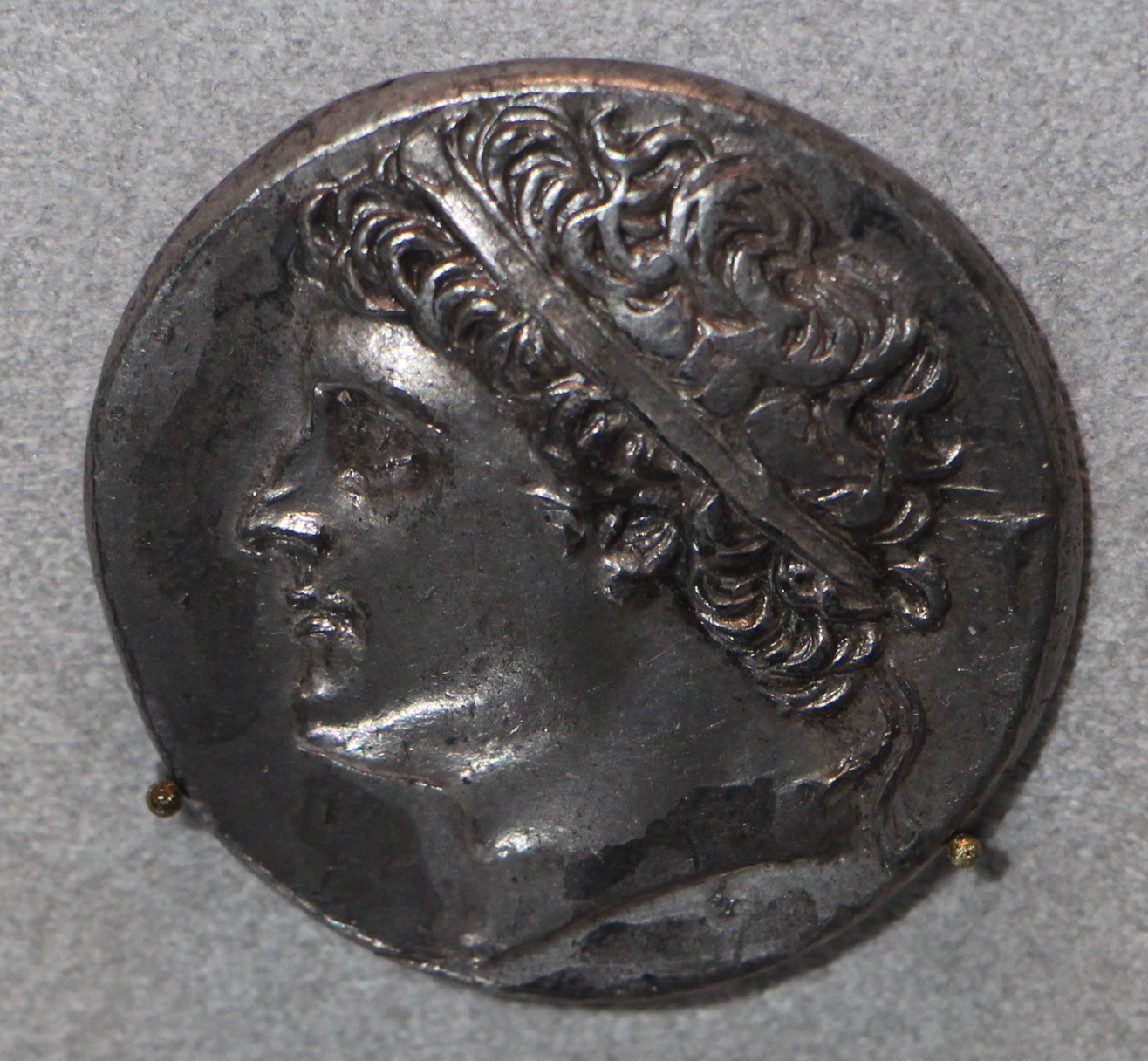
Coin of Hiero II of Syracuse

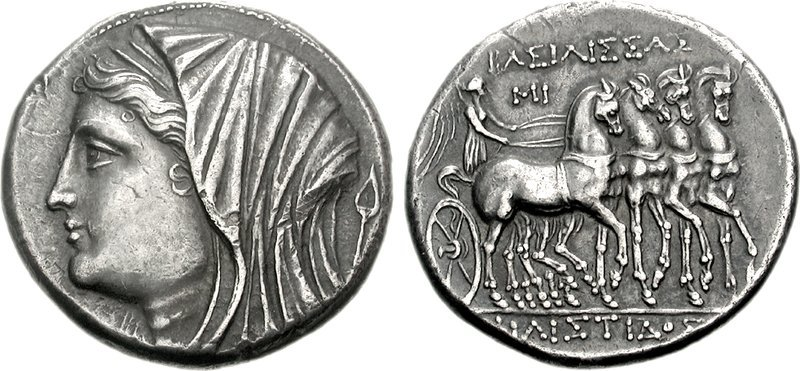
Тетрадрахма Сиракуз. 218 р. до н. е. Дружина Гієрона II — Філістіс

Гієрон II (дав.-гр. Ἱέρων Β΄) (308—215 рік до н. е.) — тиран Сиракуз з 275 до 215 року до н. е.

## Захоплення влади
Гієрон походив із поважної сиракузької родини, був сином Гієрокла. Він проявив себе під час боротьби царя Епіру Пірра з Карфагеном за острів Сицилія. У 276 році до н. е. Пірр був змушений покинути Сицилію. В цій ситуації, а також з огляду на новий наступ карфагенських військ армія сицилійських греків (більшість якої складали найманці) обрала своїм головою Гієрона та Артемідора. Незабаром Гієрон зумів відсторонити останнього й зосередити усю владу над військом.
У 275 році Гієрон відступив до Сиракуз, де віданні йому люди відкрили ворота. Так він захопив місто. Однак більшість населення його підтримувала, оскільки сподівалася, що той зможе прогнати карфагенян. Гієрону надали звання стратега-автократа.

## Тиран Сиракуз
Крім Сиракуз Гієрону підкорилися також міста Акрея, Еєтон, Гелор, Мегари, Гібли та Леонтіни. В цілому Гієрон намагався підтримувати мир як з демосом, так і з олігархами, не вчиняти надзвичайного насильства. Для зміцнення свого становища він одружився з донькою Лептіна, поважного громадянина Сиракуз та олігарха, — Філістіс. Цей Лептін був нащадком Лептіна, брата Діонісія Старшого. Свого тестя Гієрон призначив своїм заступником у Сиракузах на час своєї відсутності у місті.
Гієрон не став продовжувати війну з Карфагеном, а уклав мир, згідно з яким Карфаген визнав владу Гієрона над Сиракузами та підвладними йому містами. Після цього Гієрон вирішив розв'язати проблему мамертинців з Мессани, яку спричинив Гікет. Перший похід відбувся у 271 році до н. е., але Гієрон був розбитий мамертинцями на річці Кіамосор. При цьому найбільших втрат зазнали загони найманців, а громадянське ополчення Гієрон зміг врятувати. Тому громадяни Сиракуз вибачили стратегу-автократу цю поразку.
270 до н. е. Гієрон почав нову війну проти мамертинців, водночас він допоміг римлянам хлібом під час їх війни з кампанцями у Регії, де мамертинці мали свою опору. У новому походу успіх був на боці Гієрона. Він зміг розбити мамертинців. При цьому були захоплені міста Катана, Тавроменій, Міли, Кентуріна, Агиріон, а місто Амеселон зруйновано. Однак спроба Гієрона захопити саму Мессану виявилася невдалою.
Нову кампанію проти мамертинців Гієрон почав у 269 році до н. е. Неподалік від міста Тиндаріс він вщент розбив мамертинців й захопив усю їх область. Вони почали вести перемовини про капітуляцію. Але в цей час карфагенський полководець Ганнібал Гіскон, що стояв зі своєю ескадрою біля Ліпарських островів, настояв, щоб у Мессані було розміщено карфагенський гарнізон. Гієрон не бажав нової війни з Карфагеном, тому і погодився на цю вимогу. Проте уся північно-східна частина Сицилії тепер підкорялася Гієрону. В цих умовах він змусив сиракузців оголосити себе царем.

## Цар Сиракуз
Через декілька років мамертинці звернулися до Риму і той прийняв їх до свого союзу міст. Римський сенат спрямував сюди консула Аппія Клавдія Кавдекса з двома легіонами (264 рік до н. е.). Карфагеняни були вимушені залишити Мессану — почалася Перша Пунічна війна. Деякий час тривало протиборство Карфагена і Риму за Мессану, оскільки мамертинці розкололися — одна їх частина підтримувала римлян, інша — карфагенян. В цих умовах Гієрон уклав угоду з Карфагеном проти Риму. Але їх об'єднані сили були розбиті Аппієм Клавдієм біля Мессани. Після цього Гієрон повернувся до Сиракуз. Тут він відбив спробу Аппія Клавдія захопити місто. Становище римлян покращилося з прибуттям на острів влітку 263 року до н. е. консула Манія Валерія та Манія Отацилія з 4 легіонами. Незабаром Маній Отацилій розбив війська карфагенян та сиракузян. Усі міста, які були захоплені Гієроном у 270—269 роках до н. е., перейшли на бік римлян.
Щоб не позбутися усієї влади, Гієрон уклав з Римом угоду, згідно з якою кордони його царства обмежувалися Сиракузами та володіннями на 275 рік до н. е. Крім того Гієрон був проголошений союзником Рима. Після цього той вимушений був допомагати римлянами боротися з Карфагеном на Сицилії. Після перемоги Риму у Першій пунічній війні Гієрон бачив збереження своєї влади у підтримці його римлянами. При цьому він підтримував гарні стосунки з Птолемеями в Єгипті, з Родосом і зміг, не ускладнюючи відносин з Римом, допомогти зерном Карфагену під повстання в Африці найманців та лівійців.
Однак більшість зусиль Гієрона були спрямовані на збереження та зміцнення влади у Сиракузькій державі. Він встанови митний бар'єр навколо підвладної йому території, ввів у дію «Закон Гієрона», який встановлював за межами міських територій підвищення десятини доходу із землі на користь царя. Збирання податків було довірено не комунальній владі, а відкупникам податків. Гієрон першим увів в практику оподаткування доходів населення. До нього царі еліністичних держав також починали вводити цю практику. Проте Гієрон II став першим володарем, який призначив податок з доходів у розмірі 10 % (до речі вподальшому цей податок — десятину — перейняли й римляни). Усі міста, де розповсюджувалася влада Гієрона, були позбавлені політичної влади.

## Розбудова міста та меценатство
Він сам та його родичі активно брали участь у Панеллінських іграх в Олімпії, де їм, як переможцями, було встановлено 6 статуй. Гієрон побудував собі розкішний палац на острові Ортігія, а також храм Зевса Олімпійця на площі Сиракуз, встановив величезний вівтар довжиною 200 метрів й перетворив театр у найбільш сучасний та чудовий в еллінському світі. Було побудовано величезне та розкішне судно «Сиракозія» для транспортування зерна, яке не могла прийняти жодна гавань, крім Сиракуз та Александрії.
При Гієроні відомий науковець Архімед (до того ж родич Гієрона) побудував значні обороні споруди у Сиракузах, а також багато сучасних катапульт.

## Останні роки
В цілому правління Гієрона було спокійним з 262 року до н. е. до початку Другої Пунічної війни у 218 році до н. е. Деякий час Гієрон зберігав проримську позицію, що в цілому відповідало й настроям у суспільстві, які не забули ще поразок сиракузян у Першій Пунічній війні. Ситуація змінилася після перемоги Ганнібала під Каннами у 216 році до н. е. Рим опинився у складній ситуації. Позиції римлян на Сицилії послаблювалися щомиті. У Сиракузах почалася прокарфагенська пропаганда. Гелон, син Гієрона намагався здійснити заколот, але раптово помер.
Влітку 215 року помер і сам Гієрон II, залишивши заповіт, згідно з яким наступним царем мав стати його онук Гієронім, син Гелона. З огляду на те, що той був ще молодим (15 років), йому Гієрон надав 15 опікунів.

## Родина
Дружина — Філістіс, донька Лептіна, олігарха Сиракуз.
Діти:
- Гелон (266—216 роки до н. е.)
- Демарата, дружина Адранодора
- Гераклея, дружина Зоїппа.